# 池田信正
池田 信正（いけだ のぶまさ、? - 天文17年5月6日（1548年6月21日））は、戦国時代の武将。通称は三郎五郎、官位は筑後守。別名に勝俊、久宗。池田貞正の子。弟に池田久正。室は三好政長娘。子に池田長正。摂津国池田城主。

## 略歴
畿内の細川氏の家督争いで細川澄元に与した父貞正は、永正5年（1508年）に細川高国に池田城を攻められ自殺した。その際に信正は逃亡し、永正16年（1519年）の澄元の挙兵に呼応、摂津下田中城を奪って恩賞に豊島郡を与えられた。その後の動向は明らかでないが、享禄4年（1531年）に高国と連合を組んだ浦上村宗に池田城を攻め落とされたり、天文2年（1533年）の享禄・天文の乱で一向一揆に敗れて淡路国に逃れた細川晴元が池田城に入城していることから、晴元方の部将として活動していると見られる。天文10年（1540年）、木沢長政が晴元に反旗を翻した時は、晴元の部将三好長慶に従軍している（太平寺の戦い）。
天文15年（1546年）、細川氏綱と遊佐長教が挙兵すると氏綱に帰参したが、翌年に三好長慶に攻められ降伏した。しかし、晴元に許されず天文17年（1548年）5月6日に切腹した。子の長正は晴元の措置に怒って長慶に従い、長慶も晴元の側近である同族の三好政長の関与を疑い晴元に詰問、晴元に拒絶されると氏綱・長教側に寝返って反旗を翻し、翌天文18年（1549年）の江口の戦いに繋がっていく。